# Хели-Хатчинсон, Ричард Уолтер, 6-й граф Донамор
Ричард Уолтер Джон Хели-Хатчинсон, 6-й граф Донамор (англ. Richard Walter John Hely-Hutchinson, 6th Earl of Donoughmore; 2 марта 1875 — 19 октября 1948) — англо-ирландский пэр и консервативный политик. Он носил титул учтивости — виконт Суирдейл с 1875 по 1900 год.

## Происхождение и образование
Родился 2 марта 1875 года. Единственный сын Джона Хели-Хатчинсона, 5-го графа Донамора (1848—1900), и Фрэнсис Изабеллы Стивенс (? — 1924), дочери генерала индийской армии Уильяма Фрейзера Стивенса. Он получил образование в Итонском колледже и Нью-колледже в Оксфорде.
В ноябре 1901 года он был произведен в капитаны 3-го батальона (ополчения) Королевского ирландского полка, а в январе 1902 года он подал в отставку.

## Политическая карьера
5 декабря 1900 года после смерти своего отца Ричард Хели-Хатчинсон унаследовал титулы 6-го графа Донамора из Ноклофти, 6-го виконта Донамора из Ноклофти (графство Типперэри), 7-го барона Донамора из Ноклофти (графство Типперэри) и 6-го барона Хатчинсона из Ноклофти (графство Типперэри), заняв своё место в Палате лордов Великобритании.
Личный секретарь губернатора Гонконга (1898—1900), заместитель государственного секретаря по вопросам войны в правительстве юнионистов Артура Бальфура (1903—1905), лорд-председатель комитетов Палаты лордов с 1911 по 1931 год.
Великий мастер Великой ложи Ирландии с 1913 по 1948 год .
Участник Первой мировой войны, дважды упомянут в депешах.
Кавалер Ордена Святого Патрика (1916) и член Тайного совета Великобритании (1918).
В июне 1920 года лорд Донамор был одним из трех кандидатов на пост генерал-губернатора Австралии, он был представлен премьер-министру Австралии Билли Хьюзу вместе с лордом Форстером и генералом Джоном Сили.
В 1921 году лорд Донамор был избран одним из пятнадцати пэров королевства, проживающих на Юге (избранных избирательным округом всех пэров Южной Ирландии) членом Сената Южной Ирландии в соответствии с Законом о правительстве Ирландии 1920 года. Сенат собрался в 1921 году, но был бойкотирован ирландскими националистами. Лорд Донамор не присутствовал на его первом заседании. В 1929 году он возглавил Комитет по полномочиям министров после выхода скандальной книги виконта Хьюарта «Новый деспотизм», в которой Хьюарт утверждал, что верховенство закона в Великобритании подрывается исполнительной властью за счет законодательной власти и судов. Книга вызвала очень спорную реакцию и привела к рассмотрению в комитете. В отчете отвергаются аргументы Хьюарта.
В 1927—1928 годах лорд Донамор также возглавил Комиссию Донамора, которая рекомендовала новый способ управления Цейлоном (ныне Шри-Ланка), введя всеобщее избирательное право и попытавшись справедливо вовлечь каждую этническую группу.
Заместитель лейтенанта графства Уотерфорд, заместитель лейтенанта графства Типперэри, мировой судья графства Уотерфорд, мировой судья графства Типперэри.

## Семья
21 декабря 1901 года в церкви Святого Михаила на Честер-сквере, Лондон, лорд Донамор женился на Елене Мэри Грейс (1874 — 22 февраля 1944), дочери Майкла Пола Грейса и Маргариты Аниты Мейсон. У супругов было трое детей:
- Джон Майкл Генри Хели-Хатчинсон, 7-й граф Донамор (12 ноября 1902 — 12 августа 1981), старший сын и преемник отца.
- Леди Дорин Клэр Хели-Хатчинсон (3 апреля 1905 — 2 августа 1942)
- Подполковник Достопочтенный Дэвид Эдвард Хели-Хатчинсон (12 января 1911 — 22 октября 1984).

Лорд Донамор скончался в октябре 1948 года в возрасте 73 лет, и ему наследовал графство его старший сын Джон.